# Asunción Embuena
Asunción Embuena Romero (Sevilla, 1969) es una actriz y presentadora de televisión española.

## Biografía
A finales de los años 80 presentaba un programa de radio en Los 40 Principales en Radio Sevilla de la Cadena SER. Más tarde se dio a conocer profesionalmente como presentadora del programa de Canal Sur Original y copia y más tarde por ser una de las acompañantes, junto a la francesa Marlène Mourreau, de Jordi Estadella en las labores de presentación del concurso El semáforo (1995-1997), que dirigió Chicho Ibáñez Serrador para Televisión Española. El efecto buscado por el director, con excelentes resultados, fue marcar el contraste entre la exuberancia de Mourreau y la comicidad y físico menudo de Embuena.
Una vez cancelado el programa, presentó durante los veranos de 1997 y 1998 el espacio de vídeos caseros Vídeos de primera, junto a Alonso Caparrós y Javier Cárdenas, también en TVE. En la misma cadena, y desde abril hasta el verano de 1997, sustituyó a Anabel Alonso en la presentación del concurso de parejas El flechazo. 
Posteriormente, tras intervenir en un programa de Un, dos, tres...a leer esta vez en enero de 2004, se unió a Los Morancos en el espacio de humor Moranquissimo (2004-2005), emitido en Canal Sur, Televisión Canaria y Castilla-La Mancha Televisión. Fue autora y actriz protagonista de la obra de teatro Siempre hubo un Don Juan, representada en gira por Andalucía durante el invierno y la primavera de 2008.